# Baltrum

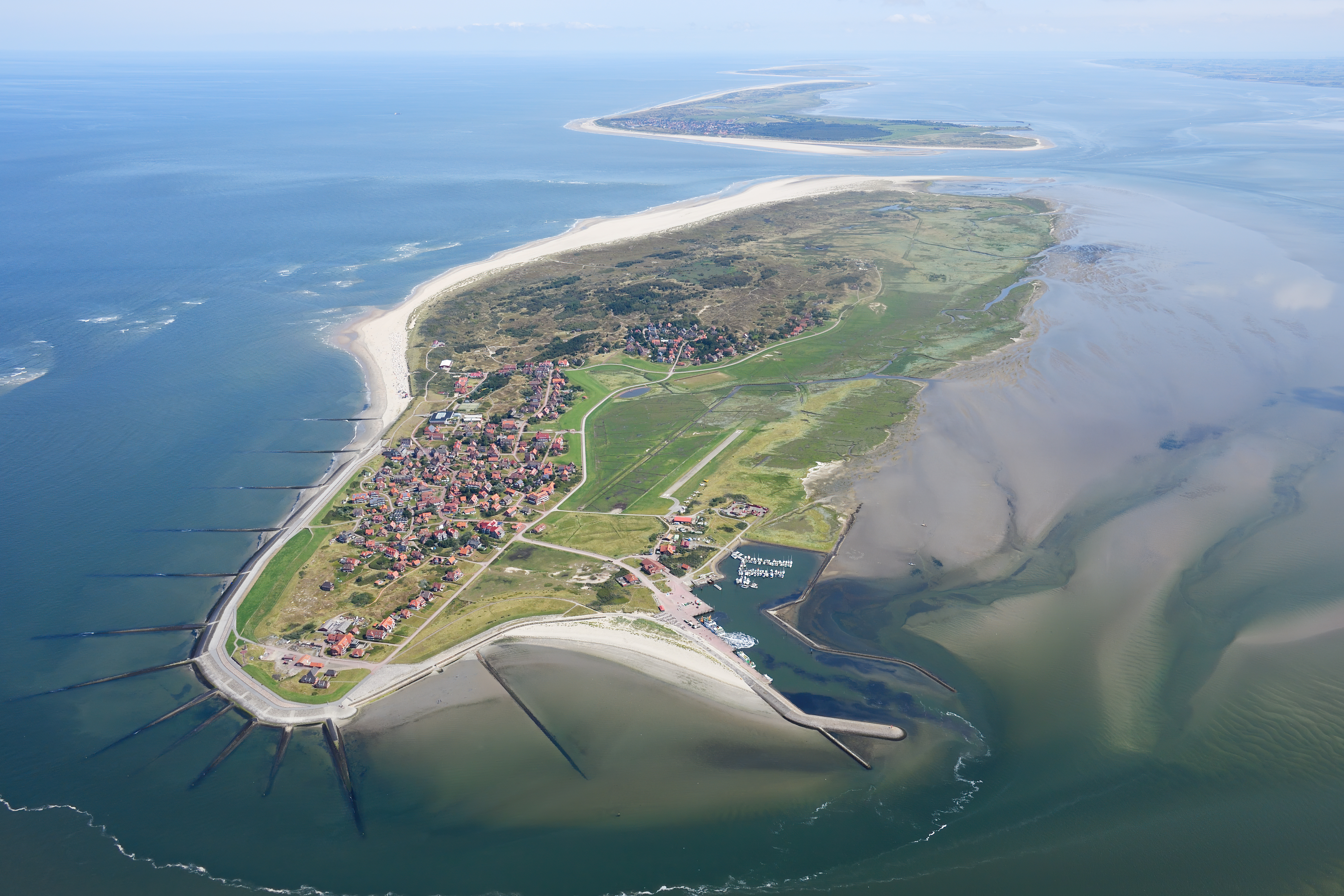
Veduta aerea

Baltrum (6,5 km²; 600 ab. ca.) è la meno estesa e la meno popolata delle 7 isole abitate dell'arcipelago delle Frisone Orientali (Ostfriesische Inseln), gruppo di isole tedesche sul Mare del Nord appartenenti al land Bassa Sassonia (Niedersachsen, Germania nord-occidentale).

Dal punto di vista amministrativo, l'isola è un comune del circondario di Aurich (targa: AUR), a cui appartengono anche le isole di Juist e Norderney.
L'isola, che è interdetta al traffico automobilistico, è collegata alla terraferma da traghetti in partenza da Neßmersiel (sobborgo di Dornum) e fa parte – come del resto tutte le isole dell'arcipelago – del Parco nazionale del Wattenmeer della Bassa Sassonia.
Ingmar Bergman vi ha ambientato il suo film L'ora del lupo.

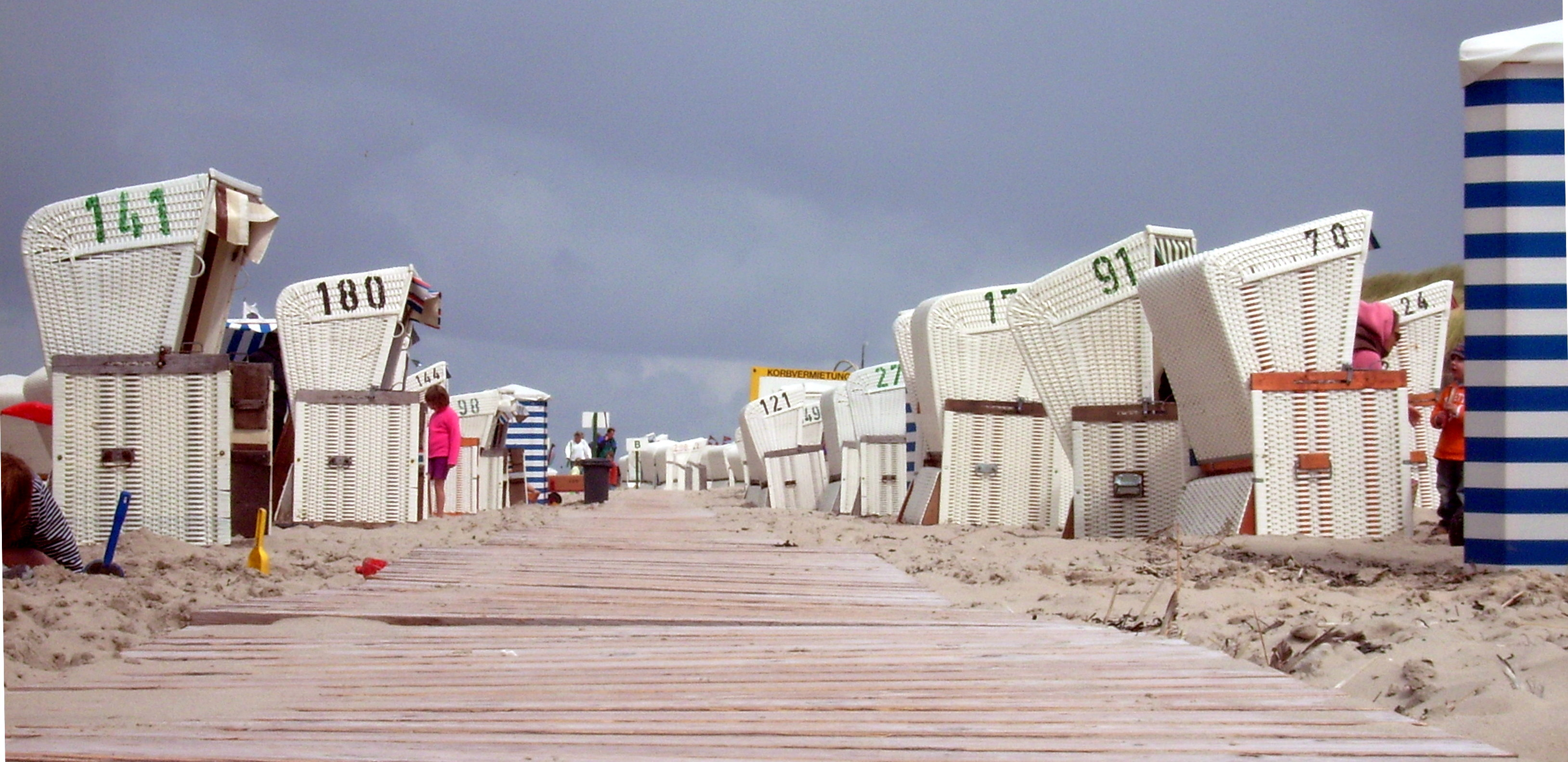
Una spiaggia di Baltrum con i caratteristici Strandkörbe

## Geografia fisica

### Collocazione
L'isola è la quarta da est delle Isole Frisone Orientali (e anche la quarta da ovest, considerando solo le isole abitate) ed è situata tra l'isola di Norderney e l'isola di Langeoog, al largo di Neßmersiel.

### Dimensioni
L'isola, la cui superficie è di 6,5 km², misura appena 5 km in lunghezza e mediamente 1,4 km in larghezza e si trova mediamente a 5 metri sopra il livello del mare.

## Etimologia
Incerta è l'origine del nome "Baltrum", che apparve per la prima volta in un documento del 1398 come Balteringe, che in antico frisone equivaleva a "terreno adibito a pascolo".
Esiste poi un'altra teoria che fa derivare il nome dell'isola da quello del dio germanico Baldr, figlio di Odino e Frigg.

## Storia
L'esistenza dell'isola è documentata già nel I secolo a.C. e nel I secolo d.C. dagli geografi Strabone e Plinio il Vecchio.